# Puls 4
Puls 4 è un'emittente televisiva privata austriaca generalista.
Nasce nel 2004 come Puls TV, canale locale ricevibile a Vienna e nei dintorni.
Nel 2007 è acquistata dal gruppo ProSiebenSat.1 Media AG, ed estende la sua copertura da Vienna all'intera Austria, diventando così un'emittente privata nazionale con il nuovo nome.